# Варнава, Екатерина Владимировна
Екатери́на Влади́мировна Варнава (род. 9 декабря 1984, Москва, СССР) — российская актриса театра, кино, телевидения, озвучивания и дубляжа, телеведущая, участница и хореограф юмористического телевизионного шоу «Comedy Woman» (2008—2020).

## Биография
Родилась 9 декабря 1984 года в Москве. Отец — Владимир Петрович Варнава — военный. Мать — Галина Степановна Варнава — врач-терапевт. У Екатерины есть два старших брата — Игорь и Алексей.
Вскоре после её рождения отец вместе с семьёй переехал к новому месту службы — в расположение Группы советских войск в Германии. В городе Вюнсдорф жила до семи лет.
Окончила гуманитарный факультет МИСиС по специальности «Юриспруденция».

## Карьера

### КВН
С 2003 года стала выступать за команду КВН «Свои секреты». В 2004 году Екатерина Варнава впервые появилась на телеэкране, она играла за «Сборную малых народов» в музыкальном конкурсе 1/4 финала сезона Премьер-лиги 2004 года в качестве приглашённого участника.
Начиная с фестиваля Премьер-лиги сезона 2005, Екатерина Варнава играла за «Сборную малых народов» уже в постоянном составе. Всего в 2005 году команда сыграла в Премьер-лиге пять игр (включая фестиваль) и дошла до финала, в котором заняла четвёртое место. В этом же году «Сборная малых народов» приняла участие в фестивале «Голосящий КиВиН 2005» с внеконкурсным выступлением. Одновременно с выступлениями за «Сборную малых народов» в Премьер-лиге Варнава играет за «Свои секреты» в сезоне Высшей украинской лиги, где команда дошла до полуфинала.
По итогам сочинского фестиваля «Голосящий КиВиН-2006» «Сборная малых народов» была приглашена в Высшую лигу КВН. В первой же игре (1/8 финала) команда проиграла. Команда принимала участие в юрмальском фестивале «Голосящий КиВиН 2006» с внеконкурсным выступлением. Екатерина Варнава и Мария Кравченко попадали в эфир благодаря участию в записи финальной песни фестиваля. В этом же году Варнава в составе «Своих секретов» стала чемпионом лиги «Поволжье» после ничьей в финале с самарским СОКом.
После сочинского фестиваля «КиВиН-2007» «Сборная малых народов» фактически прекратила своё существование, и с этого момента Екатерина Варнава играла только за команду «Свои секреты», которая с 2007 года представляла Московский финансово-юридический университет (до 2010 года — Московская финансово-юридическая академия). «Свои секреты» попадали в телевизионную версию фестиваля и были приглашены в сезон Высшей лиги 2007. Центральные актрисы команды — Екатерина Варнава и Мария Кравченко, которые также принимали участие в записи финальной песни фестиваля. На этапе 1/8 финала команда «Свои секреты» заняла четвёртое место, прекратила участие в сезоне Высшей лиги и перешла в Премьер-лигу. В четвертьфинале Премьер-лиги «Свои секреты» заняли третье место и не прошли в полуфинал. В этом же году Варнава в составе «Своих секретов» с внеконкурсным выступлением попала в телевизионную версию юрмальского фестиваля «Голосящий КиВиН 2007».
Свой последний сезон в КВН Екатерина Варнава также играла за «Свои секреты». Как и в предыдущем году, команда в 1/8 финала заняла четвёртое место и выбыла из сезона Высшей лиги. На юрмальском фестивале «Голосящий КиВиН 2008» «Свои секреты» в итоговую телевизионную версию выступление команды не попадало, а Варнава и Мария Кравченко появились в эфире во время исполнения открывающей и заключительной песен фестиваля. Последнюю игру в КВН Варнава сыграла в составе сборной Москвы на спецпроекте КВН 2008.
Принимала участие в КВН «Вне игры». Один раз как участница «Сборной малых народов» (выпуск № 14) и несколько раз как участница команды «Свои секреты» (выпуски № 11, 16—19, 21, 24, 26—27). Была ведущей выпуска № 15 (вместе с Александром Масляковым-младшим и Марией Кравченко).

### Телевидение
С первого выпуска в 2008 году участвовала в телевизионной передаче «Comedy Woman» в образе «секс-символа шоу», а также занималась постановкой хореографических номеров.
С 27 августа по 10 сентября 2012 года вела программу «НТВ утром» («НТВ»). Также была одной из ведущих программы «Битва хоров» на телеканале «Россия-1».
В 2014 году стала ведущей украинского телевизионного проекта «Кто сверху?» на Новом канале, заменив Ольгу Фреймут. Оставалась ведущей этого шоу до 2017 года, пока ей не запретили въезд на Украину за посещение Крыма. В марте 2019 года Министерством культуры Украины была включена в перечень людей, которые «представляют угрозу для национальной безопасности».
В 2015 году стала ведущей телепроекта Первого канала «Танцуй!». В июле 2015 года совместно с Натальей Андреевной снялась в клипе группы «Рекорд Оркестр» на песню «Лада Седан».
В ноябре 2016 года приняла участие в шоу «Проводник» на телеканале «Пятница!» и стала вместе с Андреем Бедняковым ведущей выпуска, который был посвящён Москве.
В 2017 году стала участницей шоу телеканала «ТНТ» «Love is…».
В декабре 2017 года была ведущей одного выпуска украинского телешоу «Орел и решка».
C 21 апреля 2018 года — ведущая шоу «Песни. Реалити» на «ТНТ».
С августа 2019 года — ведущая передачи «Вопросы Взрослому» на ютуб-канале «Фьючерс».
С апреля 2020 года — ведущая юмористического шоу «Бойс гёрлс» на телеканале «Пятница!» (вместе с Александром Гудковым).
С сентября 2020 года — ведущая шоу «Секрет» на «ТНТ» вместе с Дмитрием Хрусталёвым.

## Творчество

### Фильмография
| Год  |   | Название                                    | Роль                                                                                 |
| ---- | - | ------------------------------------------- | ------------------------------------------------------------------------------------ |
| 2008 | с | Универ                                      | камео                                                                                |
| 2012 | с | Счастливы вместе                            | камео                                                                                |
| 2012 | ф | 8 первых свиданий                           | Илона (Илоночка) Викторовна, пластический хирург, невеста Никиты Андреевича Соколова |
| 2012 | с | Деффчонки                                   | камео                                                                                |
| 2013 | с | Студия 17                                   | Мила                                                                                 |
| 2015 | с | СашаТаня                                    | камео                                                                                |
| 2015 | ф | Дабл трабл                                  | Александра                                                                           |
| 2017 | ф | Zомбоящик                                   | проститутка Елена Дронова                                                            |
| 2020 | ф | Марафон желаний                             | Снежа, проститутка                                                                   |
| 2021 | ф | Love                                        | Виолетта                                                                             |
| 2022 | ф | Орёл и решка. Кино                          | Валерия Репина, продюсер                                                             |
| 2022 | с | Триггер 2                                   | Женя (десятая серия)                                                                 |
| 2022 | ф | Происшествие в стране Мульти-Пульти         | Осёл                                                                                 |
| 2022 | ф | Время года зима                             | Илза                                                                                 |
| 2023 | с | Фандорин. Азазель                           | Стриевская                                                                           |
| 2023 | ф | О чём говорят мужчины. Простые удовольствия | камео                                                                                |
| 2023 | с | Безбашенная                                 | Вика                                                                                 |

### Озвучивание и дубляж
| Год  |    | Название                         | Роль                       |
| ---- | -- | -------------------------------- | -------------------------- |
| 2017 | мф | Садко                            | Барракуда, подводная жрица |
| 2019 | мф | Тайная жизнь домашних животных 2 | Дейзи, ши-тцу              |

### Съёмки в клипах
- 2015 — Виталий Козловский — «Трачу»
- 2015 — «Рекорд Оркестр» — «Лада седан»
- 2015 — Артур Пирожков — «Любовь»
- 2019 — TSOY — «Полтора корейца»[12]
- 2019 — Клава Кока — «Влюблена в МДК»
- 2019 — Александр Гудков — «Тектоник»
- 2019 — Manizha — «Недославянка»[13]
- 2020 — Филипп Киркоров — «Романы»[14]
- 2020 — Loboda feat. Pharaoh — «Boom Boom»[15]
- 2021 — Little Big — «Moustache»[16]
- 2021 — Cream Soda — «Подожгу»

### Съёмки в рекламе
Осенью 2013 года приняла участие в съёмках рекламной кампании интернет-магазина обуви «Sapato.ru» в качестве главной героини ролика.
В августе 2016 года трижды приняла участие в съёмках рекламы для сети магазинов «Gloria Jeans».
С 2017 года является рекламным лицом «Локо-Банка».

### Журналы
Снялась для апрельского номера 2010 года русской версии мужского журнала «Maxim».
В ноябре 2012 года появилась на обложке журнала «XXL».

### Кабаре-шоу
С 2020 года по 2022 год играла главную роль в кабаре-шоу «Абсолютно нага» в театре Crave.
В 2024 году состоялась премьера кабаре-шоу «DRAMA QUEEN» на Кипре, где Варнава сыграла главную роль, а также выступила продюсером и режиссёром.

## Личная жизнь
С 2012 года по 2013 год встречалась с Дмитрием Хрусталёвым.
С весны 2013 года по 2019 год встречалась с хореографом Константином Мякиньковым (род. 1987).
В начале лета 2020 года появилась информация, что Варнава встречается с актёром и режиссёром Александром Молочниковым, с которым познакомилась на съёмках шоу «Танцы со звёздами». Осенью они впервые заявили о себе как пара на «Кинотавре-2020». Весной 2022 года пара заключила брак, а летом того же 2022 года Молочников и Варнава развелись.

## Общественная позиция
В феврале 2022 года выступила против вторжения России на Украину.